# Schau mir in die Augen, Audrey
Schau mir in die Augen, Audrey (engl. Finding Audrey) ist Sophie Kinsellas erster Roman, der nicht nur an Erwachsene, sondern auch an Jugendliche gerichtet ist. Das englische Original erschien im Jahr 2015 unter dem Namen „Finding Audrey“, veröffentlicht vom Verlag Penguin. Anja Galic übersetzte das Buch aus dem Original ins Deutsche und die Veröffentlichung fand bei cbj statt.
Die Autorin ist vor allem bekannt für ihre Shopaholic-Romanreihe, aus der das erste Buch von dem Regisseur J.P. Hogan verfilmt wurde.
Besonders am Roman „Schau mir in die Augen, Audrey“ ist, dass die Autorin eine komplett neue Thematik behandelt. Sie geht auf Themen wie Angststörungen bei Jugendlichen, überforderten Eltern und Gaming in der virtuellen Welt ein.

## Handlung
Audrey ist ein Teenager mit einer Angststörung. Sie leidet unter einer sozialen Phobie, geht kaum mehr außer Haus und versteckt sich nur hinter ihrer Sonnenbrille. Als jedoch plötzlich Linus, der Freund ihres Bruders auftaucht, scheint es so, als würde sie es wieder zurück in die reale Welt schaffen.

## Rezensionen
Der in einer UK- und US Version, in Italienisch und Deutsch erhältliche Roman erfreut sich international großem Zuspruch:
- Bravo Girl: „Super lustig und romantisch“[2]
- Berliner Zeitung: „Mit Schau mir in die Augen, Audrey hat die britische Bestsellerautorin Sophie Kinsella einen ehrlichen und herzerwärmenden Jugendroman über Angststörungen und Online-Sucht geschaffen.“[2]
- The Telegraph: „A sympathetic and sensitive treatment of a teenage girl overcoming chronic anxiety... Her family are brilliantly drawn and her relationship with her brother's friend Linus is extremely touching, but it is the message of hope that resounds.“[3]
- The Debrief: „Never underestimate Kinsella... There are echoes of classic Judy Blume here and it's all just lovely.“[4]
- The Lady: „Her compassionate, insightful take on what it's like to live with anxiety is an eye-opener, but her trademark lightness of touch and gentle humour make it hugely entertaining, too.“[5]
- Daily Mail: „Emotional, captivating and ultimately uplifting - buy this for the teens in your life, as well as yourself.“[6]